# 1490 Limpopo
Az 1490 Limpopo (ideiglenes jelöléssel 1936 LB) a Naprendszer kisbolygóövében található aszteroida. Cyril V. Jackson fedezte fel 1936. június 14-én.